# Boomchild
Boomchild is het derde studioalbum van Dennis DeYoung.

## Inleiding
Na het succesvolle album Desert Moon liet opvolger Back to the World zien dat de belangstelling voor zijn muziek al tanende was. Boomchild past in deze rij. De eerste twee album haalden nog de Billboard 200, Boomchild werd een obscuur album zonder enige albumnotering. Het album geeft doorsnee jaren 80-rock. Er is van het album geen heruitgave bekend en ook AllMusic geeft geen enkel commentaar op dit album (gegevens 2024). Ook de single Beneath the moon-Boomchild kon het album niet vlot trekken.
Het album werd grotendeels opgenomen in de Streeterville Studios in Chicago; aanvullende opnamen vonden plaats in de Pumpkin Studios in Oak Lawn. Robinson nam zijn partijen op in de Record Plant in Los Angeles. 

## Musici
- Dennis DeYoung – (achtergrond)zang, toetsinstrumenten
- Bob Lizk – basgitaar
- Jeffrey Vanston – toetsinstrumenten
- John Adair – gitaar
- Bill Rupert – gitaar
- Tom Dziallo - gitaar
- John Robinson – drumstel
- Joe Purateri – percussie
- Marik Williamson, Jeff Morrow, Tamara Champlin, Bill Champlin , Dawn Feusi, Gary Loizzo, Sean Christopher, Francine Smith, Cynthia Harrell – achtergrondzang
- Wayne Stewart – drumstel (Who shot daddy?)
- Steve Eiser- tenorsaxofoon, Mike Smith – baritonsaxofoon, Mark Ohlson – trompet, Obert Davis – trompet, Mike Halperen – trombone (Who shot daddy?)
- Chris Cameron – toetsen (Who shot daddy?)
- Alan Shacklock – percussie (Won’t go wasted)

## Muziek
Alles door Dennis DeYoung, behalve Won’t go wasted door Bob Friedman en Dennis DeYoung

| Nr. | Titel                    | Duur |
| --- | ------------------------ | ---- |
| 1.  | Beneath the moon         | 4:39 |
| 2.  | The best is yet to come  | 4:13 |
| 3.  | What a way to go         | 4:42 |
| 4.  | Harry’s hands            | 4:51 |
| 5.  | Boomchild                | 4:54 |
| 6.  | Who shot daddy?          | 4:31 |
| 7.  | Outside looking in again | 5:21 |
| 8.  | Don’t go wasted          | 4:19 |

Boomchild verwijst naar babyboomer; het lied omschrijft de gelukkige jaren waarin alles meezat, totdat eind jaren zeventig de crisis toesloeg ("all at once, the dreams had stopped"). Hetzelfde thema is te vinden in Harry’s hands; arbeidswerkers die hun baan verloren door automatisering ("looked for work in every factory, but they were all now servincing this new economy")  
DeYoungs volgend album 10 on Broadway (1994) bevat tien musicalevergreens; hij zong destijds de rol van Pontius Pilatus in Jesus Christ Superstar.